# Henrique Guimarães
Henrique Carlos Serra Azul Guimarães (* 9. September 1972 in São Paulo) ist ein ehemaliger brasilianischer Judoka. Er war Olympiadritter 1996.

## Sportliche Karriere
Der 1,72 m große Guimarães kämpfte im Halbleichtgewicht. 1992 war er Zweiter bei den Juniorenweltmeisterschaften. 1994 gewann er eine Bronzemedaille bei den Militärweltmeisterschaften. Bei den Panamerikanischen Meisterschaften 1994 gewann er die Silbermedaille hinter dem Kubaner Israel Hernández. 1995 erkämpfte Guimarães eine Bronzemedaille bei den Panamerikanischen Spielen. Bei den Weltmeisterschaften in Chiba erreichte er den siebten Platz. Im Jahr darauf unterlag er bei den Olympischen Spielen 1996 in Atlanta im Viertelfinale dem Ungarn József Csák, mit drei Siegen in der Hoffnungsrunde kämpfte sich Guimarães zur Bronzemedaille. Drei Monate nach den Olympischen Spielen verlor er das Finale bei den Panamerikanischen Meisterschaften gegen Israel Hernández. 
Im August 1997 siegte Guimarães im Finale der Südamerikameisterschaften gegen Ludwig Ortiz aus Venezuela. Eine Woche später gewann der Brasilianer Bronze bei den Panamerikanischen Meisterschaften. Bei den Weltmeisterschaften 1997 erreichte er den siebten Platz. 1998 gewann er mit dem brasilianischen Team den zweiten Platz bei den Mannschaftsweltmeisterschaften. 1999 siegte Guimarães im Finale der Panamerikanischen Meisterschaften gegen Alex Ottiano aus den Vereinigten Staaten. 2000 entschied er die Südamerikanischen Meisterschaften durch einen Finalsieg über den Chilenen Luis Fibla für sich. Bei den Olympischen Spielen in Sydney belegte er nach Niederlagen gegen den Italiener Girolamo Giovinazzo und den Georgier Giorgi Wasagaschwili den neunten Platz. 
2002 unterlag Guimarães im Finale der Panamerikanischen Meisterschaften dem Kubaner Yordanis Arencibia. 2003 siegte er im Finale gegen Juan Carlos Jacinto aus der Dominikanischen Republik. Bei den Panamerikanischen Spielen 2003 verlor er im Halbfinale gegen Arencibia, im Kampf um die Bronzemedaille besiegte er Jacinto. Zum Abschluss seiner Karriere schied Guimarães im Achtelfinale der Olympischen Spiele 2004 in Athen gegen den Russen Magomed Dschafarow aus.